# Утагава Куниёси
Утагава Куниёси (яп. 歌川 国芳, 1798, Эдо — 14 апреля 1861, там же) — один из крупнейших японских художников и мастеров цветной гравюры конца периода Эдо, представитель жанра укиё-э. Настоящее имя художника — Игуса Ёсисабуро.

## Жизнь и творчество
Утагава Куниёси родился в семье красильщика шёлка. Отец его, Янагия Китиэмон, был в дружеских отношениях с Утагавой Тоёкуни, главой художественной школы Утагава. Первые уроки рисования мальчик получил в возрасте 10 лет, когда у них в семье проживал художник Кунинао. Другим учителем Куниёси считается Кацукава Сюнъэй, научивший его изображению сатирических и фантастических сценок, а также образов и актёров театра кабуки. В 1811 году мальчик поступает учеником в мастерскую Тоёкуни, где обучается до 1814 года. Тоёкуни также даёт ему его художественное имя — Куниёси.
Первые годы художественной деятельности были для Куниёси малоудачны. В 1814-16 годах он занимается иллюстрированием книг, в 1817 году не создаёт вообще ничего нового, в период с 1818 года по 1826-й находится лишь несколько издателей, согласившихся напечатать некоторые его работы. На жизнь Куниёси зарабатывает в основном набивкой и ремонтом татами. Живёт в постоянной нужде, к тому же в 1820 году он женится.
С 1827 года положение художника улучшается. Он получает от издателя по имени Кагая Китибэй заказ на создание 5 картин для серии гравюр 108 героев Суйкодэн. Листы эти хорошо раскупались, и Куниёси были поручены и все остальные «герои» серии. Художник создаёт также изображения серии героев других произведений и преданий, литературные иллюстрации, сцены из театра кабуки, пейзажи. К 1842 году он занимает почётное место среди мастеров художественного направления укиё-э, войдя в тройку его лучших художников — наряду с Утагавой Хиросигэ и Утагавой Кунисадой.
В 1842 году, в результате так называемых реформ Тэмпо, изменились и условия работы для художников укиё-э. Так, им было запрещено отныне изображать театральные сцены, актёров, гейш и куртизанок. Куниёси пишет свою «кошачью» серию, делает гравюры из воспитательной серии для домохозяек и детей, изображает национальных героев в серии Традиции, мораль и благочиние. В 1843 году мастер был предупреждён властями за изготовление карикатур на сёгуна и его первого министра, его гравировальные доски были конфискованы и уничтожены. Постепенно строгость запретов расшатывается, и к концу 1840-х — началу 1850-х годов художник возвращается к теме кабуки.
До 1855 года Куниёси работает во всех областях цветной гравюры, но с 1855 он ограничивается исключительно областью книжной иллюстрации.
К 1853 году художник скопил значительное состояние, которое затем разделил среди своих учеников.
Среди учеников были: Цукиока Ёситоси, Утагава Ёсиику, Утагава Ёсикадзу, Утагава Ёсицуя, Утагава Кунимаро, а также его дочери Утагава Ёситоридзё и Утагава Ёсидзё.

## Галерея работ

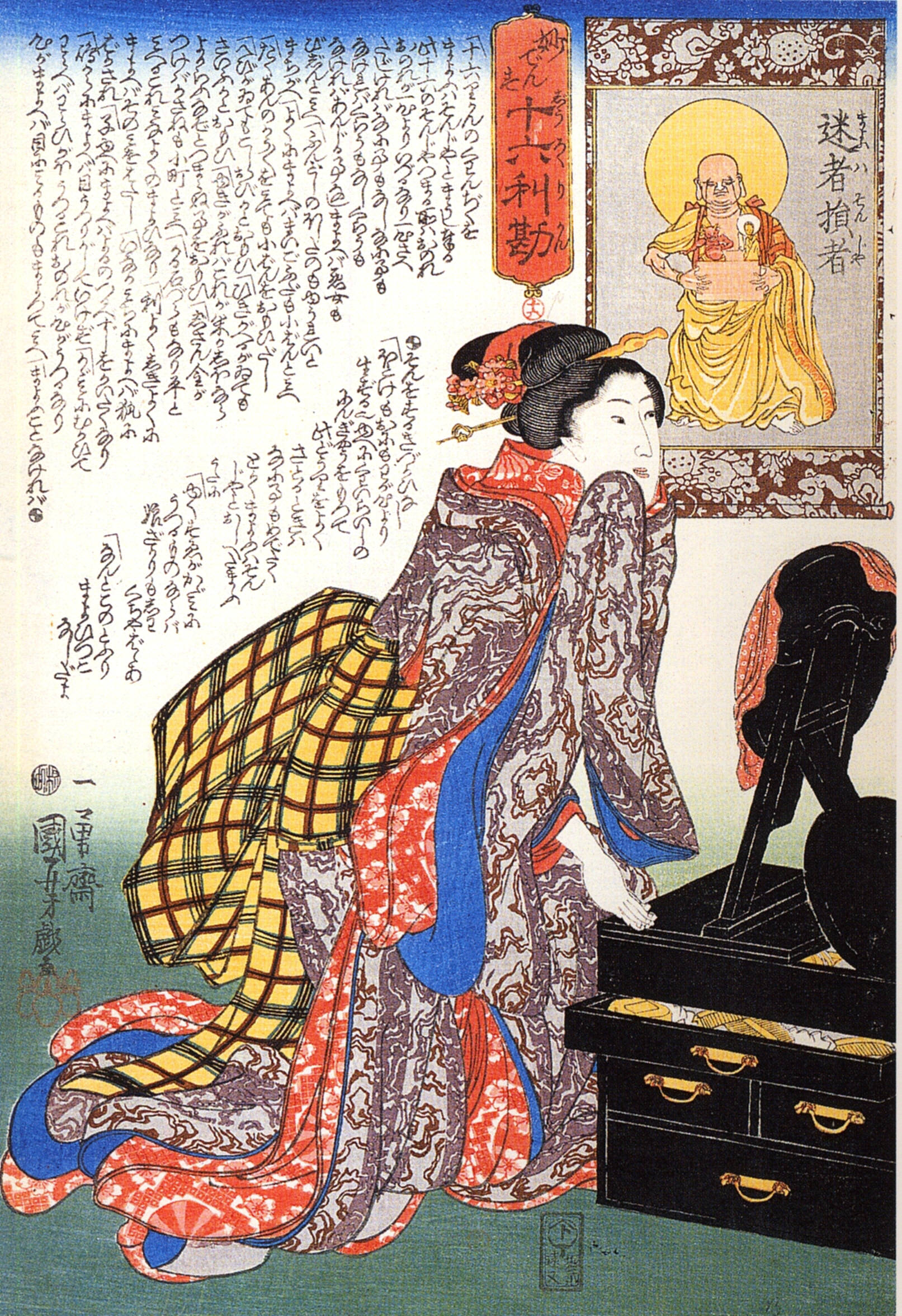
«Женщина перед зеркалом»
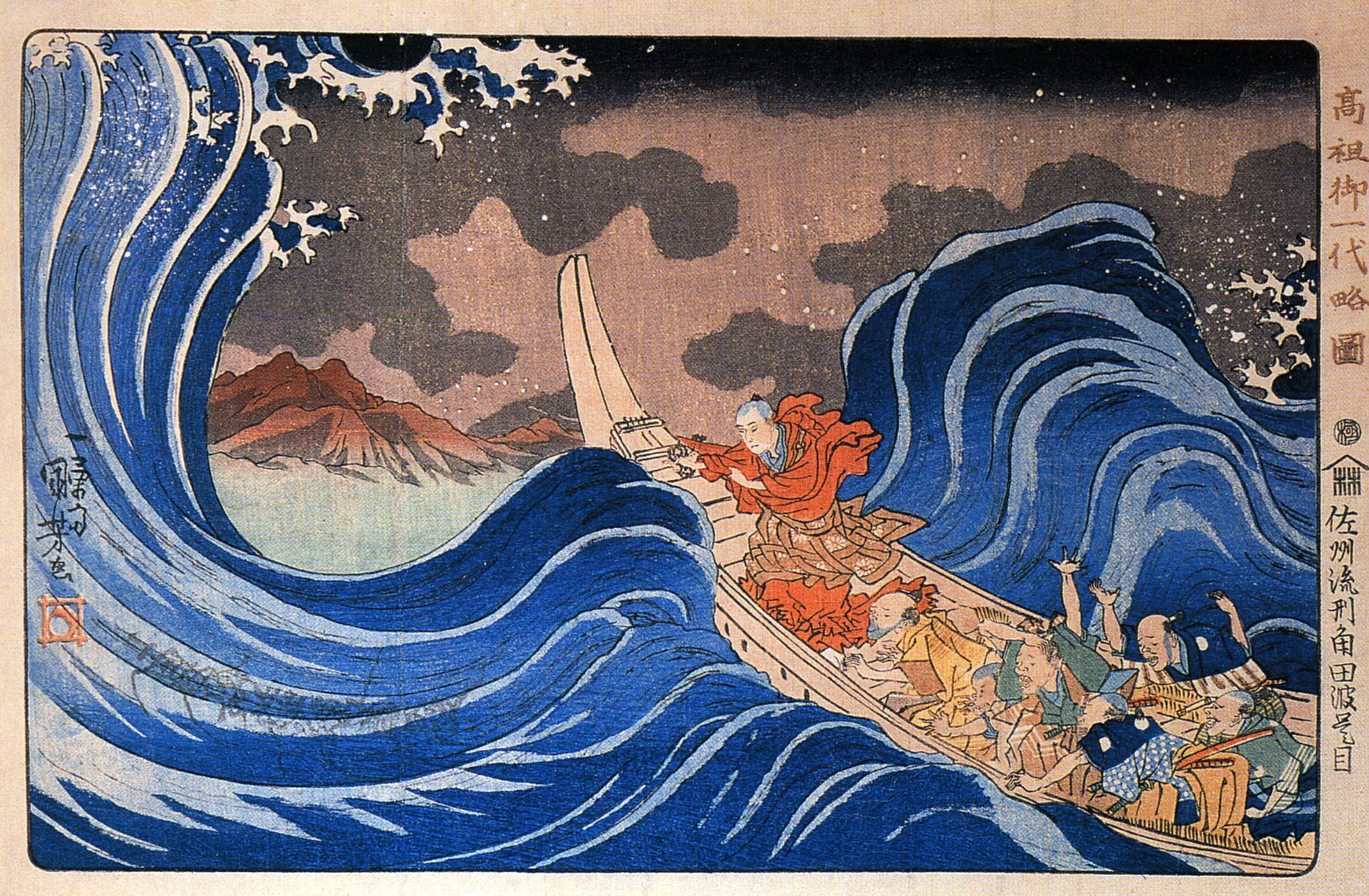
«Нитирэн успокаивает бурю в Какуде»
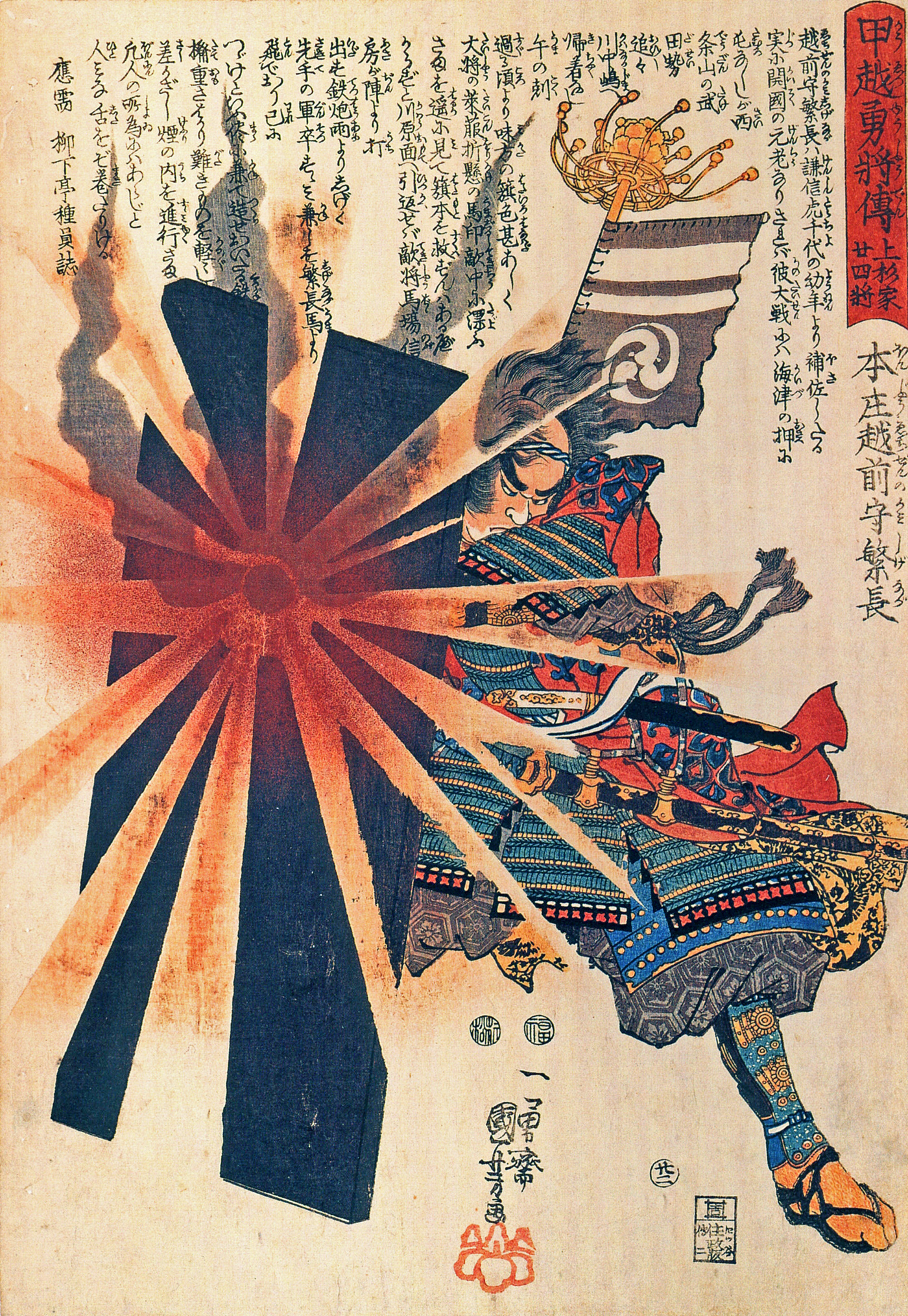
«Хондзё Сигэнага защищается от взрыва»
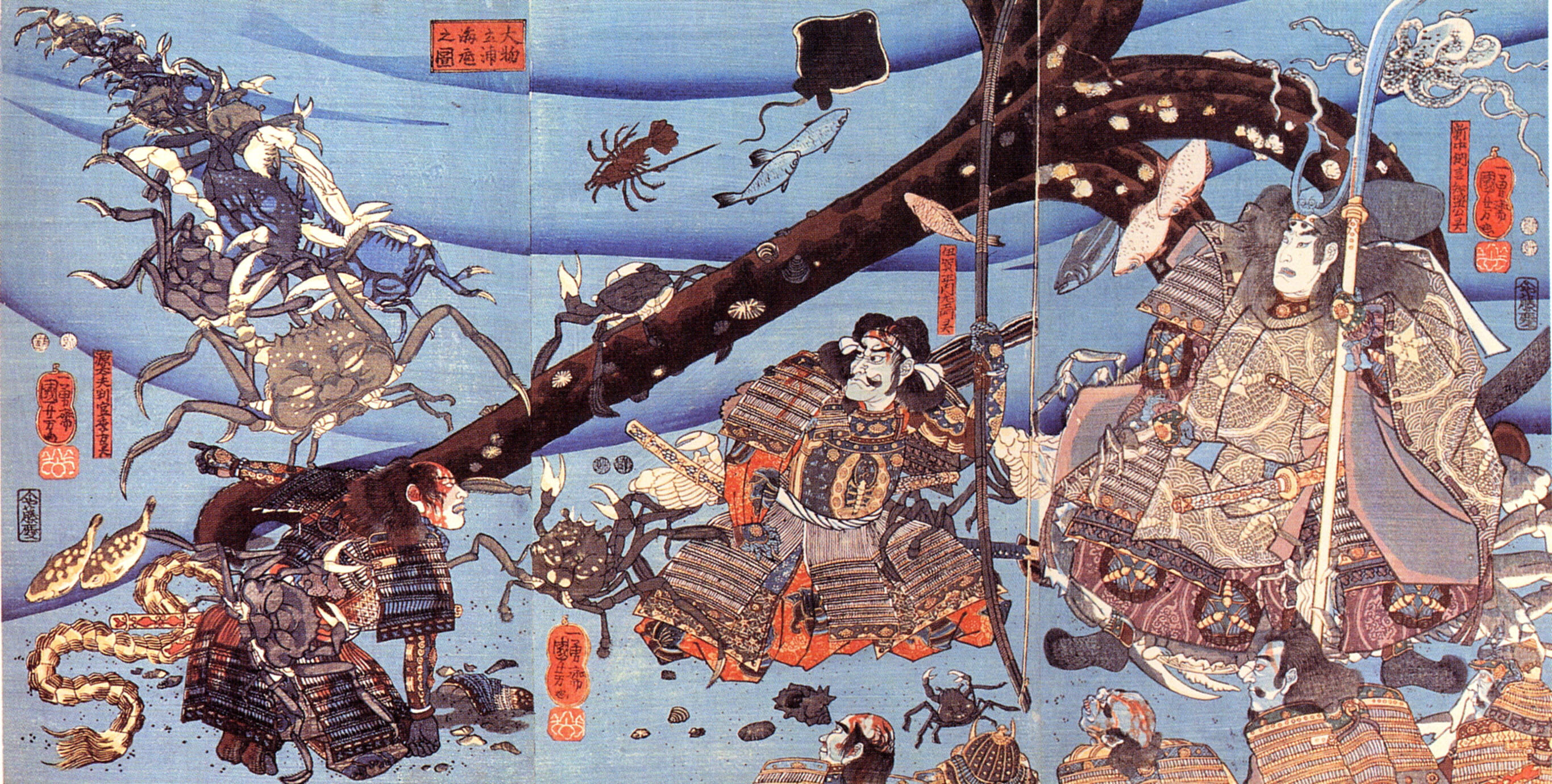
«Дух Тайра-но Томомори возвращается в бухту Даймоцу»
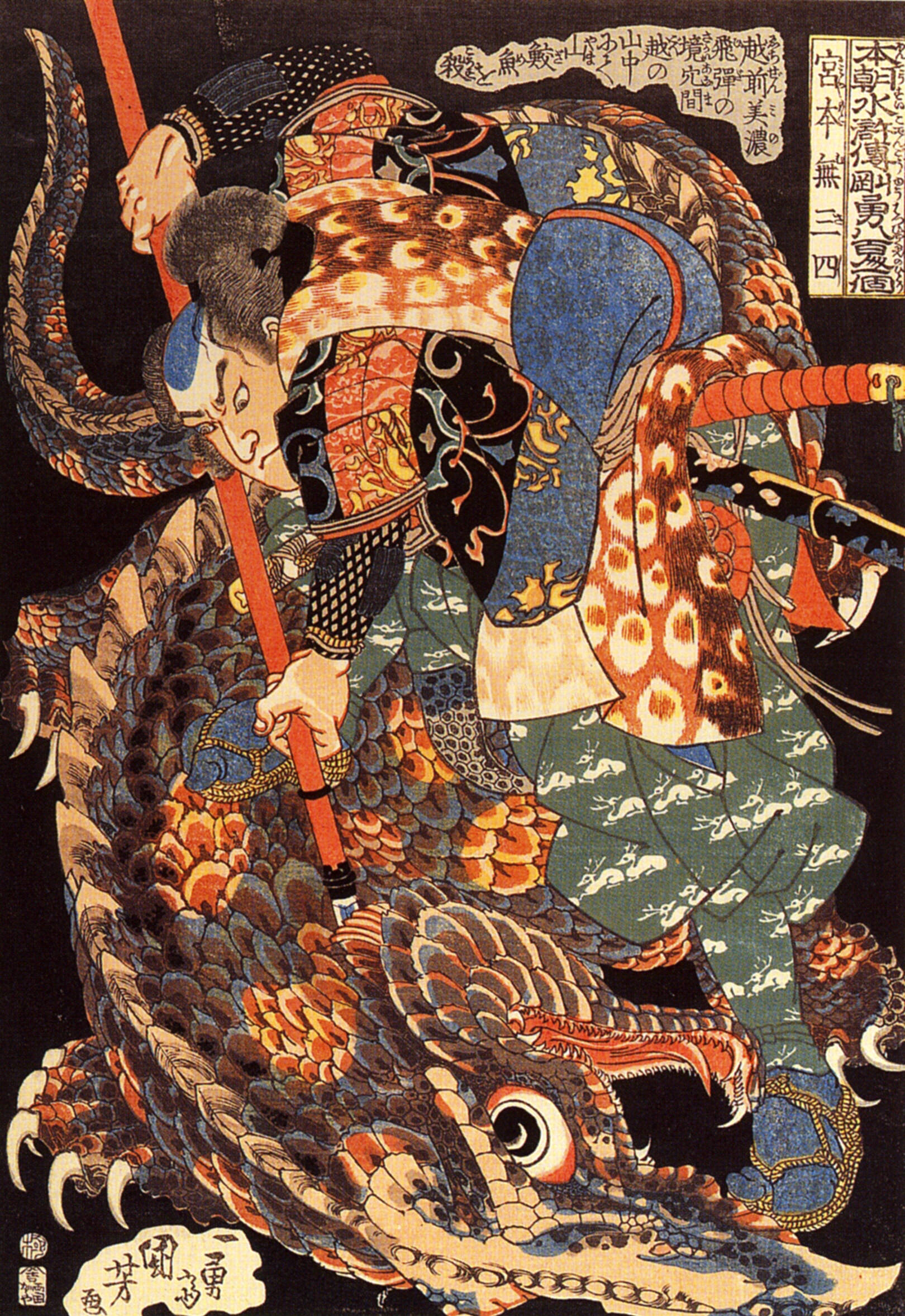
«Миямото Мусаси убивает нуэ»
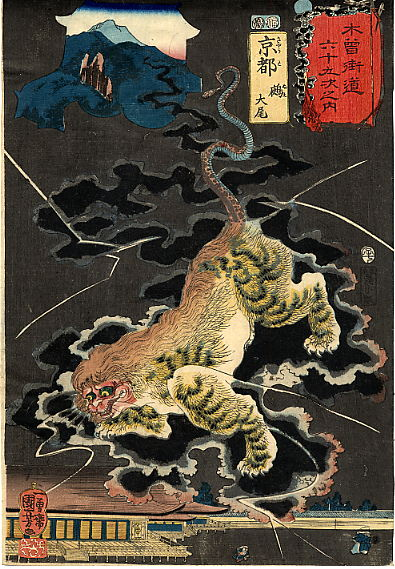
«Нуэ, спускающаяся на чёрном облаке».